# Lillehammer IK
Lillehammer Ishockeyklubb är en norsk ishockeyklubb från Lillehammer som grundades den 2 november 1957. Laget spelar säsongen 2021/22 i Fjordkraftligaen, Norges högsta division. Hemmamatcherna spelas i Eidsiva Arena. Säsongen 1993/1994 blev man norska mästare efter vinst över Storhamar Dragons.

## Kända spelare
| - Alexander Reichenberg - Andreas Martinsen - Dan Tangnes - David Rautio - Joakim Eidsa Arnestad | - Lars Erik Spets - Nick Dineen - Niklas Eriksson - Ole Eskild Dahlstrøm - Ole-Kristian Tollefsen | - Patrik Bäärnhielm - Per-Åge Skrøder - Stein Tore Bakken - Åge Ellingsen |